# Franky De Buyst
Franky De Buyst (Asse, 22 juli 1967) is een voormalig Belgisch wielrenner. Hij won in 1997 de Omloop Mandel-Leie-Schelde achter derny's in Meulebeke. 
Hij is de vader van wielrenner Jasper De Buyst.

## Palmares
1993
- Hasselt-Spa-Hasselt

1997
- Omloop Mandel-Leie-Schelde

1998
- Beveren-Leie

## Resultaten in voornaamste wedstrijden
| Jaar | Gent-Wevelgem | Ronde van Vlaanderen |
| ---- | ------------- | -------------------- |
| 1997 | 77e           |                      |
| 1998 | 124e          |                      |
| 1999 |               | 66e                  |